# Valentini Ker. János
Valentini Ker. János (Léva, 1800. február 14. – Nagykanizsa, 1857. június 6.) piarista áldozópap, tanár és igazgató.

## Élete
A humaniórák elvégzése után lépett a rendbe Privigyén 1818. október 8-án. Két évi novíciátus után tanított Privigyén a grammatikai osztályában. 1821-23-ban Vácon bölcselethallgató volt. 1822. április 8-án tett szerzetesi fogadalmat. A teológiát Nyitrán és Szentgyörgyön elsajátítván, pappá szentelték. Tanár volt 1825-29-ben Tatán, 1829-30-ben Szegeden. 1831 májustól Privigyén a novíciusok promagistere; 1834-től a szegedi, 1846-47-ben a kecskeméti, 1848-ig a szegedi rendház rektora és a gimnázium igazgatója. Ekkor egy évig Pesten a rendkormány tagja, majd 1850-től Nagykanizsán, 1851-től Nyitrán, 1852-től haláláig újból Nagykanizsán volt tanár és igazgató.

## Művei
- Ode honoribus III. ac Rev. Dni Josephi Lonovics, ecclesiae Csanadiensis antistitis, dum die 14 ta Sept. 1834. munus solenni ritu auspicaretur, a scholis piis Szegediensibus. Szegedini
- Honoribus adm. rev. et clar. patris Joannis B. Grosser clericorum regularium scholarum piarum per Hungariam et Transilvanian praepositi provincialis dum occasione visitationis canonicae gymnasium Szegediense accederet ab eodem oblatum. 1834. Uo. (költemény)
- Ode honoribus III. ac Rev. Dni Josephi Lonovics ecclesiae Csanadiensis antistitis, dum per i. districtum litterarium. Magno-Varadinensem scholarum et studiorum directoris regii munus capesseret a gymnasio Szegediensi scholarum piarum 1838. Uo.